# Super Robot Wars Alpha Gaiden
Super Robot Wars Alpha Gaiden (スーパーロボット大戦α外伝?, Sūpā Robotto Taisen Arufa Gaiden) è un videogioco della serie Super Robot Wars, ed è stato pubblicato dalla Banpresto per PlayStation nel 2001. Super Robot Wars Alpha Gaiden è il secondo gioco della serie Alpha, che si è sviluppata su PlayStation e PlayStation 2.

## Trama
Poco tempo dopo gli eventi raccontati in Super Robot Wars Alpha, la Federazione Terrestre ha nascosto la maggior parte degli eventi e delle battaglie che li hanno visti coinvolti con i loro antagonisti, gli Aerogaters, ma l'onda d'urto dell'astronave Excelion (da Gunbuster) nella battaglia per la difesa del Sistema solare, si sta rapidamente avvicinando alla Terra, e minaccia di spazzare via il pianeta e tutte le sue colonie spaziali. L'unica speranza per la Terra è il sistema Aegis, che potrebbe schermare il pianeta.
Durante uno scontro, gli eroi della storia sono stati mandati in un futuro alternativo, in cui la Terra è stata devastata dall'onda. Di fronte a una nuova minaccia, nella forma degli Ancestors, gli eroi devono trovare un modo per tornare al loro tempo ed evitare che questo futuro distopico si realizzi.

## Serie presenti nel gioco
- Serie originali create dalla Banpresto
- Brave Raideen
- Combat Mecha Xabungle (debutto)
- Getter Robot
  - Getter Robot G
  - Shin Getter Robot
- Ginga Senpuu Braiger (debutto)
- Invincible Steel Man Daitarn 3
- Mazinga Z
  - Great Mazinga
  - Mazinkaiser
- Mobile Suit Gundam
  - Mobile Suit Gundam 0083: Stardust Memory
  - Mobile Suit Z Gundam
  - Mobile Suit ZZ Gundam
  - Mobile Suit V Gundam
  - Mobile Suit Gundam: Char's Counterattack
  - New Mobile Report Gundam Wing: Endless Waltz
  - After War Gundam X (debutto)
  - ∀ Gundam (debutto)
- Nagahama Romantic Trilogy:
  - Super Electromagnetic Robot Combattler V
  - Super Electromagnetic Machine Voltes V
- Super Beast Machine God Dancouga
- The Super Dimension Fortress Macross
  - The Super Dimension Fortress Macross: Do You Remember Love?
  - Macross Plus